# Lagoa Lebomulua
Der Lagoa Lebomulua (auch Lagoa Hato-Udo) ist ein See im Zentrum des osttimoresischen Sucos Leolima (Verwaltungsamt Hato-Udo, Gemeinde Ainaro). Er liegt in einer Meereshöhe von etwa 429 m und ist von mehreren Siedlungen umgeben, die das Siedlungszentrum Hato-Udo bilden. Nordwestlich befindet sich die Siedlung Luro, nördlich Groto, östlich Rae-Soro und südlich Hutseo.